# SK Benátky nad Jizerou
SK Benátky nad Jizerou je fotbalový klub z Benátek nad Jizerou, účastník ČFL, založen byl roku 1920.

## Historické názvy
- 1920 – SK Benátky nad Jizerou (Sportovní klub Benátky nad Jizerou)
- 1948 – DSO Sokol Karbo Benátky nad Jizerou (Dobrovolná sportovní organizacebSokol Karbo Benátky nad Jizerou)
- 1953 – TJ Spartak Benátky nad Jizerou (Tělovýchovná jednota Spartak Benátky nad Jizerou)
- 1973 – TJ Karbo Benátky nad Jizerou (Tělovýchovná jednota Karbo Benátky nad Jizerou)
- 1993 – SK Kopaná Karbo Benátky nad Jizerou (Sportovní klub Kopaná Karbo Benátky nad Jizerou)
- 2013 – SK Benátky nad Jizerou (Sportovní klub Benátky nad Jizerou)

## Historie

### 1920 - 1948
Fotbalový klub v Benátkch nad Jizerou byl založen místními studenty v roce 1920. Z počátku byly zápasy uskutečňovány na pronajatém hřišti, ale později bylo svépomocí vybudováno hřiště vlastní ve Starých Benátkách. Z počátku klub hrál pouze přátelská utkání, to se změnilo v roce 1926, kdy byl zařazen do Severočeské župy, jmenovitě do její II. třídy. Kam byly zařazen i jeho městský rial Rudá hvězda Benátky. V roce 1927 klub postoupil do I. A třídy a hned následující rok se dokonce stal župním mistrem. Své úspěchy potvrzoval i kvalitní prací s mládeží, se kterou získal nejeden úspěch. Podruhé se župním přeborníkem klub stal v roce 1934, načež neuspěl v kvalifikaci o postp do divize. Tento úspěch pak zopakoval i v roce 1939, ale tentokrát klub v kvalifikaci uspěl a postoupil tak do divize. V divizi se klub ale udržel pouze 1 ročník (1939/40) a sestoupil. V roce 1941 se klub opět stává mistrem župy a vrátil se do divize, ze které pak znovu sestoupil v roce 1943. V I. A třídě pak klub působil až do roku 1948.

### 1948 - 1990
Po únorovém převratu v roce 1948 dochází ke kolektivizaci sportu, ve městě je založen Sokol Karbo Benátky, kam je zařezen i fotbalový klub. Do Sokola je zařazen i městský rival AFK Benátky (dříve Rudá hvězda). Klub je nově zařazen pouze do okresního přeboru (II. třída), který 3x za sebou vyhrává, postupu se však dočkal až v roce 1952. V Krajském přeboru pak klub působíil až do roku 1958. V letech 1958-1962 klub hrál I. třídu, poté sestoupil do okresního přeboru. Ze kterého opět v roce 1964 postoupil zpět do I.A třídy. Tu pak hrál 14 let až do roku 1978, kdy sestoupil na 1 rok do I.B třídy. V roce 1984 po dlouhých letech soutěž vyhrál a postoupil do krajského přeboru. Ten pak hrál až do roku 1990.

### 1990 - dodnes
Po politických změnách po roce 1989, se klub stává opět samostatným pod původním jménem SK Benátky nad Jizerou. V roce 1992 ovšem klub sestoupil do I.A třídy, zpět do krajského přeboru se klub dostal v roce 1996. Odkud v roce 1999 znovu sestoupil a o rok později sestoupil znovu už do I.B třídy. Návrat do I.A třídy se koná v roce 2004 a do krajského přeboru v roce 2008. V roce 2014 klub postoupil po 71 letech do divize, ze které hned první rok postoupil dokonce až do ČFL, což je největší úspěch v historii klubu, v ČFL setrval do roku 2018 pak sestoupil zpět do divize a v ní setrval až do roku 2024. V roce 2025 se vrátil do ČFL.

## Soupiska
| # | Pozice | Hráč              |
| - | ------ | ----------------- |
|   | Z      | Jan Boček         |
|   | O      | Martin Borovička  |
|   | O      | František Hakl    |
|   | O      | Michal Horák      |
|   | O      | Miroslav Hošťálek |
|   | O      | Jindřich Jäger    |
|   | Z      | Jan Knobloch      |
|   | Z      | Jakub Kocourek    |
|   | Z      | Jan Kraus         |
|   | U      | Štěpán Krýda      |

| # | Pozice | Hráč              |
| - | ------ | ----------------- |
|   | B      | Vojtěch Levíček   |
|   | B      | Lukáš Lisa        |
|   | U      | Stanislav Mařík   |
|   | B      | Lukáš Michňa      |
|   | O      | Jakub Sudek       |
|   | U      | Jakub Synek       |
|   | U      | Edis Šahini       |
|   | Z      | Viktor Šimeček    |
|   | O      | Břetislav Tvrzník |
|   | Z      | Ondřej Walter     |

## Umístění v jednotlivých sezonách
Stručný přehled
- 2004–2008: I. A třída Středočeského kraje – sk. B
- 2008–2014: Přebor Středočeského kraje
- 2014–2015: Divize C
- 2015–2018: Česká fotbalová liga
- 2018–2024: Divize C
- 2024–: Česká fotbalová liga – sk. B

Jednotlivé ročníky
Legenda: Z - zápasy, V - výhry, R - remízy, P - porážky, VG - vstřelené góly, OG - obdržené góly, +/- - rozdíl skóre, B - body, červené podbarvení - sestup, zelené podbarvení - postup, fialové podbarvení - reorganizace, změna skupiny či soutěže
| Česko (2004– ) |                                        |        |    |    |    |    |    |    |     |    |        |
| Sezóny         | Liga                                   | Úroveň | Z  | V  | R  | P  | VG | OG | +/- | B  | Pozice |
| 2004/05        | I. A třída Středočeského kraje – sk. B | 6      | 26 | 7  | 8  | 11 | 40 | 48 | -8  | 29 | 11.    |
| 2005/06        | I. A třída Středočeského kraje – sk. B | 6      | 26 | 12 | 5  | 9  | 41 | 39 | +2  | 41 | 3.     |
| 2006/07        | I. A třída Středočeského kraje – sk. B | 6      | 30 | 14 | 6  | 10 | 55 | 46 | +9  | 48 | 5.     |
| 2007/08        | I. A třída Středočeského kraje – sk. B | 6      | 30 | 17 | 8  | 5  | 61 | 38 | +23 | 59 | 2.     |
| 2008/09        | Přebor Středočeského kraje             | 5      | 30 | 12 | 5  | 13 | 51 | 48 | +3  | 41 | 8.     |
| 2009/10        | Přebor Středočeského kraje             | 5      | 30 | 13 | 7  | 10 | 50 | 49 | +1  | 46 | 9.     |
| 2010/11        | Přebor Středočeského kraje             | 5      | 30 | 12 | 4  | 14 | 43 | 43 | 0   | 40 | 11.    |
| 2011/12        | Přebor Středočeského kraje             | 5      | 30 | 9  | 8  | 13 | 45 | 54 | -9  | 35 | 12.    |
| 2012/13        | Přebor Středočeského kraje             | 5      | 30 | 15 | 5  | 10 | 63 | 51 | +12 | 50 | 5.     |
| 2013/14        | Přebor Středočeského kraje             | 5      | 30 | 23 | 1  | 6  | 91 | 34 | +57 | 70 | 2.     |
| 2014/15        | Divize C                               | 4      | 30 | 16 | 9  | 5  | 55 | 27 | +28 | 62 | 2.     |
| 2015/16        | Česká fotbalová liga                   | 3      | 36 | 11 | 8  | 17 | 44 | 64 | +20 | 45 | 14.    |
| 2016/17        | Česká fotbalová liga                   | 3      | 34 | 9  | 8  | 17 | 40 | 55 | -15 | 40 | 15.    |
| 2017/18        | Česká fotbalová liga                   | 3      | 34 | 8  | 11 | 15 | 48 | 62 | -14 | 41 | 16.    |
| 2018/19        | Divize C                               | 4      | 28 | 14 | 3  | 11 | 43 | 36 | +7  | 46 | 4.     |
| 2019/20        | Divize C                               | 4      | 16 | 10 | 3  | 3  | 29 | 16 | +13 | 36 | 3.     |
| 2020/21        | Divize C                               | 4      | 8  | 4  | 1  | 3  | 23 | 17 | +6  | 13 | 6.     |
| 2021/22        | Divize C                               | 4      | 30 | 12 | 10 | 8  | 62 | 32 | +30 | 46 | 6.     |
| 2022/23        | Divize C                               | 4      | 30 | 17 | 7  | 6  | 60 | 31 | +29 | 58 | 3.     |
| 2023/24        | Divize C                               | 4      | 30 | 24 | 1  | 5  | 58 | 25 | +33 | 73 | 2.     |
| 2024/25        | Česká fotbalová liga – sk. B           | 3      | 32 | 8  | 11 | 13 | 33 | 48 | -15 | 35 | 14.    |

Poznámky:
- 2019/20: Sezona nedohrána kvůli pandemii covidu-19.
- 2020/21: Sezona nedohrána kvůli pandemii covidu-19.